# Gran Premio d'Europa 1994
Il Gran Premio d'Europa 1994 fu una gara di Formula 1, disputatasi il 16 ottobre 1994 sul Circuito di Jerez de la Frontera. Fu la quattordicesima prova del mondiale 1994 e vide la vittoria di Michael Schumacher, al rientro dopo due Gran Premi di assenza per squalifica fallita. Questo è stato l'ultimo gran premio per Andrea De Cesaris ed Éric Bernard, che decisero di abbandonare la F1 a due gare dal termine, e il primo per Hideki Noda e per Domenico Schiattarella.

## Qualifiche
| Pos                     | N  | Pilota                 | Costruttore/Motore | Tempo    | Gap    |
| ----------------------- | -- | ---------------------- | ------------------ | -------- | ------ |
| 1                       | 5  | Michael Schumacher     | Benetton-Ford      | 1:22.762 |        |
| 2                       | 0  | Damon Hill             | Williams-Renault   | 1:22.892 | +0.130 |
| 3                       | 2  | Nigel Mansell          | Williams-Renault   | 1:23.392 | +0.630 |
| 4                       | 30 | Heinz-Harald Frentzen  | Sauber-Mercedes    | 1:23.431 | +0.669 |
| 5                       | 14 | Rubens Barrichello     | Jordan-Hart        | 1:23.455 | +0.693 |
| 6                       | 28 | Gerhard Berger         | Ferrari            | 1:23.677 | +0.915 |
| 7                       | 25 | Johnny Herbert         | Ligier-Renault     | 1:24.040 | +1.278 |
| 8                       | 10 | Gianni Morbidelli      | Footwork-Ford      | 1:24.079 | +1.317 |
| 9                       | 7  | Mika Häkkinen          | McLaren-Peugeot    | 1:24.122 | +1.360 |
| 10                      | 15 | Eddie Irvine           | Jordan-Hart        | 1:24.157 | +1.395 |
| 11                      | 26 | Olivier Panis          | Ligier-Renault     | 1:24.432 | +1.670 |
| 12                      | 6  | Jos Verstappen         | Benetton-Ford      | 1:24.643 | +1.881 |
| 13                      | 3  | Ukyo Katayama          | Tyrrell-Yamaha     | 1:24.738 | +1.976 |
| 14                      | 4  | Mark Blundell          | Tyrrell-Yamaha     | 1:24.770 | +2.008 |
| 15                      | 8  | Martin Brundle         | McLaren-Peugeot    | 1:25.110 | +2.348 |
| 16                      | 27 | Jean Alesi             | Ferrari            | 1:25.182 | +2.420 |
| 17                      | 23 | Pierluigi Martini      | Minardi-Ford       | 1:25.294 | +2.532 |
| 18                      | 29 | Andrea De Cesaris      | Sauber-Mercedes    | 1:25.407 | +2.645 |
| 19                      | 9  | Christian Fittipaldi   | Footwork-Ford      | 1:25.427 | +2.665 |
| 20                      | 24 | Michele Alboreto       | Minardi-Ford       | 1:25.511 | +2.749 |
| 21                      | 12 | Alessandro Zanardi     | Lotus-Mugen-Honda  | 1:25.557 | +2.795 |
| 22                      | 11 | Éric Bernard           | Lotus-Mugen-Honda  | 1:25.595 | +2.833 |
| 23                      | 20 | Érik Comas             | Larrousse-Ford     | 1:26.272 | +4.002 |
| 24                      | 19 | Hideki Noda            | Larrousse-Ford     | 1:27.168 | +4.406 |
| 25                      | 31 | David Brabham          | Simtek-Ford        | 1:27.201 | +4.439 |
| 26                      | 32 | Domenico Schiattarella | Simtek-Ford        | 1:27.976 | +5.214 |
| Vetture non qualificate |    |                        |                    |          |        |
| NQ                      | 34 | Bertrand Gachot        | Pacific-Ilmor      | 1:29.488 | +6.726 |
| NQ                      | 33 | Paul Belmondo          | Pacific-Ilmor      | 1:30.234 | +7.472 |

## Gara
| Pos | N. | Pilota                 | Costruttore/Motore | Giri | Tempo/Ritiro | Griglia | Punti |
| --- | -- | ---------------------- | ------------------ | ---- | ------------ | ------- | ----- |
| 1   | 5  | Michael Schumacher     | Benetton-Ford      | 69   | 1:40:27.3    | 1       | 10    |
| 2   | 0  | Damon Hill             | Williams-Renault   | 69   | +24.689      | 2       | 6     |
| 3   | 7  | Mika Häkkinen          | McLaren-Peugeot    | 69   | +1:09.648    | 9       | 4     |
| 4   | 15 | Eddie Irvine           | Jordan-Hart        | 69   | +1:18.446    | 10      | 3     |
| 5   | 28 | Gerhard Berger         | Ferrari            | 68   | +1 Giro      | 6       | 2     |
| 6   | 30 | Heinz-Harald Frentzen  | Sauber-Mercedes    | 68   | +1 Giro      | 4       | 1     |
| 7   | 3  | Ukyo Katayama          | Tyrrell-Yamaha     | 68   | +1 Giro      | 13      |       |
| 8   | 25 | Johnny Herbert         | Ligier-Renault     | 68   | +1 Giro      | 7       |       |
| 9   | 26 | Olivier Panis          | Ligier-Renault     | 68   | +1 Giro      | 11      |       |
| 10  | 27 | Jean Alesi             | Ferrari            | 68   | +1 Giro      | 16      |       |
| 11  | 10 | Gianni Morbidelli      | Footwork-Ford      | 68   | +1 Giro      | 8       |       |
| 12  | 14 | Rubens Barrichello     | Jordan-Hart        | 68   | +1 Giro      | 5       |       |
| 13  | 4  | Mark Blundell          | Tyrrell-Yamaha     | 68   | +1 Giro      | 14      |       |
| 14  | 24 | Michele Alboreto       | Minardi-Ford       | 67   | +2 Giri      | 20      |       |
| 15  | 23 | Pierluigi Martini      | Minardi-Ford       | 67   | +2 Giri      | 17      |       |
| 16  | 12 | Alessandro Zanardi     | Lotus-Mugen-Honda  | 67   | +2 Giri      | 21      |       |
| 17  | 9  | Christian Fittipaldi   | Footwork-Ford      | 66   | +3 Giri      | 19      |       |
| 18  | 11 | Éric Bernard           | Lotus-Mugen-Honda  | 66   | +3 Giri      | 22      |       |
| 19  | 32 | Domenico Schiattarella | Simtek-Ford        | 64   | +5 Giri      | 26      |       |
| Rit | 2  | Nigel Mansell          | Williams-Renault   | 47   | Testacoda    | 3       |       |
| Rit | 31 | David Brabham          | Simtek-Ford        | 42   | Motore       | 25      |       |
| Rit | 29 | Andrea De Cesaris      | Sauber-Mercedes    | 37   | Acceleratore | 18      |       |
| Rit | 20 | Érik Comas             | Larrousse-Ford     | 37   | Alternatore  | 23      |       |
| Rit | 6  | Jos Verstappen         | Benetton-Ford      | 15   | Testacoda    | 12      |       |
| Rit | 19 | Hideki Noda            | Larrousse-Ford     | 10   | Cambio       | 24      |       |
| Rit | 8  | Martin Brundle         | McLaren-Peugeot    | 8    | Motore       | 15      |       |
| NQ  | 34 | Bertrand Gachot        | Pacific-Ilmor      |      |              |         |       |
| NQ  | 33 | Paul Belmondo          | Pacific-Ilmor      |      |              |         |       |

## Classifiche

### Piloti
| Pos | Pilota                | Punti |
| --- | --------------------- | ----- |
| 1   | Michael Schumacher    | 86    |
| 2   | Damon Hill            | 81    |
| 3   | Gerhard Berger        | 35    |
| 4   | Mika Häkkinen         | 26    |
| 5   | Jean Alesi            | 19    |
| 6   | Rubens Barrichello    | 16    |
| 7   | David Coulthard       | 14    |
| 8   | Martin Brundle        | 12    |
| 9   | Jos Verstappen        | 10    |
| 10  | Mark Blundell         | 8     |
| 11  | Olivier Panis         | 7     |
| 12  | Nicola Larini         | 6     |
| =   | Christian Fittipaldi  | 6     |
| =   | Heinz Harald Frentzen | 6     |
| 15  | Ukyo Katayama         | 5     |
| 16  | Karl Wendlinger       | 4     |
| =   | Andrea De Cesaris     | 4     |
| =   | Pierluigi Martini     | 4     |
| =   | Éric Bernard          | 4     |
| =   | Eddie Irvine          | 4     |
| 21  | Gianni Morbidelli     | 3     |
| 22  | Érik Comas            | 2     |
| 23  | Michele Alboreto      | 1     |
| =   | JJ Lehto              | 1     |

### Costruttori
| Pos | Team      | Punti |
| --- | --------- | ----- |
| 1   | Benetton  | 97    |
| 2   | Williams  | 95    |
| 3   | Ferrari   | 60    |
| 4   | McLaren   | 38    |
| 5   | Jordan    | 23    |
| 6   | Tyrrell   | 13    |
| 7   | Ligier    | 11    |
| =   | Sauber    | 11    |
| 9   | Footwork  | 9     |
| 10  | Minardi   | 5     |
| 11  | Larrousse | 2     |